# CD Baskonia
A CD Baskonia, teljes nevén Club Deportivo Baskonia spanyolországi baszk labdarúgóklubot 1913-ban alapították, 2016/17-ben a negyedosztályban szerepelt. Székhelye Basauri városa. Az Athletic Club harmadik csapataként funkcionál, vagyis mindig legfeljebb egy osztállyal lejjebb szerepelhet a Bilbao Athleticnél.

## Története
A klubot 1913-ban alapították még különálló csapatként. 1943-ban került fel az akkor még a harmadosztály szerepét betöltő Tercera Divisiónba. Tizennégy évvel később a másodosztályba is feljutott, az itt eltöltött hat szezon a klub történetének legnagyobb sikere.
1997-ben lett az Athletic Club egyik tartalékcsapata. Amennyiben a második számú csapat, a Bilbao Athletic közvetlenül a Baskonia fölötti osztályban szerepel, ebben az esetben a Baskonia nem jogosult a feljutásra.

## Az eddigi szezonok
| Szezon      | Osztály    | Poz. | Copa del Rey |
| ----------- | ---------- | ---- | ------------ |
| 1943/44     | 3ª         | 8.   |              |
| 1944/45     | 3ª         | 5.   |              |
| 1945-46-tól | Regionális | —    |              |
| 1949-50-ig  | Regionális | —    |              |
| 1950/51     | 3ª         | 13.  |              |
| 1951/52     | 3ª         | 9.   |              |
| 1952/53     | 3ª         | 7.   |              |
| 1953/54     | 3ª         | 13.  |              |
| 1954/55     | 3ª         | 3.   |              |
| 1955/56     | 3ª         | 6.   |              |
| 1956/57     | 3ª         | 1.   |              |
| 1957/58     | 2ª         | 8.   |              |
| 1958/59     | 2ª         | 5.   |              |
| 1959/60     | 2ª         | 11.  |              |
| 1960/61     | 2ª         | 8.   |              |
| 1961/62     | 2ª         | 15.  |              |

| Szezon  | Osztály | Poz. | Copa del Rey |
| ------- | ------- | ---- | ------------ |
| 1962/63 | 2ª      | 15.  |              |
| 1963/64 | 3ª      | 7.   |              |
| 1964/65 | 3ª      | 10.  |              |
| 1965/66 | 3ª      | 5.   |              |
| 1966/67 | 3ª      | 7.   |              |
| 1967/68 | 3ª      | 6.   |              |
| 1968/69 | 3ª      | 12.  |              |
| 1969/70 | 3ª      | 8.   |              |
| 1970/71 | 3ª      | 6.   |              |
| 1971/72 | 3ª      | 4.   |              |
| 1972/73 | 3ª      | 15.  |              |
| 1973/74 | 3ª      | 12.  |              |
| 1974/75 | 3ª      | 14.  |              |
| 1975/76 | 3ª      | 16.  |              |
| 1976/77 | 3ª      | 10.  |              |
| 1977/78 | 2ªB     | 20.  |              |

| Szezon  | Osztály    | Poz. | Copa del Rey |
| ------- | ---------- | ---- | ------------ |
| 1978/79 | 3ª         | 20.  |              |
| 1979/80 | Regionális | —    |              |
| 1980/81 | Regionális | —    |              |
| 1981/82 | 3ª         | 3.   |              |
| 1982/83 | 3ª         | 4.   |              |
| 1983/84 | 3ª         | 8.   |              |
| 1984/85 | 3ª         | 1.   |              |
| 1985/86 | 3ª         | 4.   |              |
| 1986/87 | 3ª         | 2.   |              |
| 1987/88 | 2ªB        | 6.   |              |
| 1988/89 | 2ªB        | 14.  |              |
| 1989/90 | 2ªB        | 15.  |              |
| 1990/91 | 2ªB        | 9.   |              |
| 1991/92 | 2ªB        | 13.  |              |
| 1992/93 | 2ªB        | 7.   |              |
| 1993/94 | 2ªB        | 17.  |              |

| Szezon  | Osztály | Poz. | Copa del Rey |
| ------- | ------- | ---- | ------------ |
| 1994/95 | 3ª      | 7.   |              |
| 1995/96 | 3ª      | 14.  |              |
| 1996/97 | 3ª      | 10.  |              |
| 1997/98 | 3ª      | 1.   |              |
| 1998/99 | 3ª      | 7.   |              |
| 1999/00 | 3ª      | 5.   |              |
| 2000/01 | 3ª      | 6.   |              |
| 2001/02 | 3ª      | 7.   |              |
| 2002/03 | 3ª      | 1.   |              |
| 2003/04 | 3ª      | 3.   |              |
| 2004/05 | 3ª      | 8.   |              |
| 2005/06 | 3ª      | 4.   |              |
| 2006/07 | 3ª      | 5.   |              |
| 2007/08 | 3ª      | 5.   |              |
| 2008/09 | 3ª      | 7.   |              |
| 2009/10 | 3ª      | 10.  |              |

| Szezon  | Osztály | Poz. | Copa del Rey |
| ------- | ------- | ---- | ------------ |
| 2010/11 | 3ª      | 8.   |              |
| 2011/12 | 3ª      | 10.  |              |
| 2012/13 | 3ª      | 12.  |              |
| 2013/14 | 3ª      | 4.   |              |
| 2014/15 | 3ª      | 16.  |              |
| 2015/16 | 3ª      | 14.  |              |

## Sikerei
- Tercera División: 1956–57, 1984–85, 1997–98, 2002–03

## Ismertebb játékosok
| - Fernando Amorebieta - Daniel Aranzubia - José Argoitia - Joseba Arriaga - Beñat - Eneko Bóveda - Javier Casas | - Luis María Echeberría - Borja Ekiza - Unai Expósito - Carlos Gurpegi - Iago Herrerín - Gorka Iraizoz - Andoni Iraola | - José Ángel Iribar - Ander Iturraspe - Aymeric Laporte - Enrique Larrinaga - Fernando Llorente - Luis Prieto - Mikel Rico | - Markel Susaeta - Ustaritz - Óscar Vales - Iñaki Williams - Francisco Yeste |

## Fordítás
- Ez a szócikk részben vagy egészben  a   CD Baskonia című angol Wikipédia-szócikk fordításán alapul.  Az eredeti cikk szerkesztőit annak laptörténete sorolja fel. Ez a jelzés csupán a megfogalmazás eredetét és a szerzői jogokat jelzi, nem szolgál a cikkben szereplő információk forrásmegjelöléseként.